# Selmelier
El Selmelier es un profesional de la hostelería entrenado en el empleo de las diferentes sales en los procesos culinarios en los restaurantes. 
Se trata de un concepto acuñado por el escritor culinario Mark Bitterman por primera vez en el año 2010. La definición se genera por analogía con sommelier, un experto en enología, y la palabra sel (sal en francés). El role primordial de un selmelier es asistir a los cocineros y clientes de un restaurante en las decisiones de qué tipo de sal, cantidad, como y cuando debe ser aplicada a los alimentos y preparaciones culinarias. Un selmelier puede focalizar su actividad en las labores de emplatado proporcionando un toque de acabado especial, permitiendo que los cristales de sal se disuelvan de una forma controlada maximizando el efecto de la sal sobre los platos. Puede igualmente participar en el diseño de menús proporcionando ritmo de sabores en las etapas de servir los alimentos.

## Criterios
Debido a la importancia que posee la sal en los emplatados finales, el selmelier debe prestar atención durante este proceso indicando cómo debe ser abordado el uso de los cristales de sal en la presentación final ante los comensales. De esta forma se controla, u orquesta, el sabor salado en la presentación de los alimentos. Para realizar esta labor el selmelier presta atención al menos a seis características propias de cada tipo de sal. Tales criterios son:
- La forma y tamaño del grano - Los cristales de sal se suelen agregar de diversas formas dependiendo del tipo de recolección y de cultivo que se haya empleado. Las sales pueden tener granos en forma de copos (sal Maldón), pueden tener un grano simple de forma cúbica, aparecer redondeados como granos, o incluso como pirámides. El tamaño es uno de los factores que indica la pervivencia de la sal en el alimento, los granos pequeños se disuelven en un periodo de tiempo inferior que aquellos granos de sal más gordos (de diámetro mayor).

- El contenido mineral la sal de origen natural, es decir sin refinar, posee una gran variedad de trazas de minerales (se mencionan cerca de 84 tipos diferentes). Las sales de roca como en el caso de sal del Himalaya contienen trazas que alcanzan al 3% de su peso, mientras que existen otras variedades que pueden alcanzar a un tercio, o más. Las sales de mesa que se refinan industrialmente (un ejemplo puede ser la sal Morton) pueden contener cantidades cercanas al 100% de cloruro sódico, junto con antiapelmazantes químicos artificiales. Lo cierto es que el contenido mineral proporciona una firma característica de sabor a la sal y de alguna forma encuentra una identidad con el mar u océano desde el cual ha sido recolectado (Véase terroir).

- Contenido de humedad - La sal natural posee un cierto grado de humedad. La sal refinada posee muy poca humedad y se presenta en paquetes a los que se ha eliminado todo contenido húmedo, añadiendo antiapelmazantes químicos que liberan su humedad y cambian su respuesta de absorción de humedad. Estas sales refinadas, al ser aplicadas, tienden a secar los alimentos. Las Fleurs de sel generalmente contienen entre un 5 a un 10% de humedad residual. Las sales de roca, es decir provenientes de minas de sal suelen ser menos húmedas que las provenientes de salinas. Esta característica de contenido húmedo en la sal proporciona al selmelier la velocidad característica de disolución en contacto con la superficie húmeda de los alimentos.

- El cuerpo - Es la sensación física del sabor salado. Se trata de una sensación derivada por una parte de su contenido mineral, de su humedad y de la forma y tamaño de los granos de sal. Una sal puede tener un efecto efímero en el paladar, puede secar la boca, puede ser crujiente, puede tener un efecto potente pero localizado. Las sales pueden disolverse en el alimento o en la boca, se puede controlar que porcentaje se disuelve en el alimento y cual en la boca. La sal que se disuelve en la boca puede permanecer con estructura de grano hasta ser reventado entre los dientes. Este efecto combinado es un criterio a tener en cuenta.

- La estética - la sal puede contribuir al aspecto visual de un plato. Dentro de estas sensaciones visuales los colores de ciertas sales pueden ayudar a decorar y ornamentar. Se puede encontrar en el mercado sales naturales con sus cristales de color azul, sonrosado, rojas, amarillas y negras. De la misma forma otras pueden ser coloreadas de forma artificial.

- El significado cultural - La mayoría de las tradiciones culinarias incorporan sales de carácter indígena, y de esta forma proporcionan un valor característico y tradicional y de autenticidad a un plato. Por ejemplo, algunos masalas de la India requieren del uso del Kala Namak. De esta forma un chef que quiera elaborar un plato típico de una región debe adherirse al uso de una sal propia de la región, al igual que hará con el resto de ingredientes del plato.